# إلينور بينيت
إلينور بينيت (بالإنجليزية: Elinor Bennett) هي عازفة قيثار ‏ بريطانية، ولدت في 17 أبريل 1943 في سانيدويس ‏ في المملكة المتحدة.

## وصلات خارجية
- إلينور بينيت على موقع ميوزك برينز (الإنجليزية)
- إلينور بينيت على موقع ديسكوغز (الإنجليزية)